# Kadamadaun
Kadamadaun (nep. काडामाण्डौ) – gaun wikas samiti w zachodniej części Nepalu w strefie Seti w dystrykcie Doti. Według nepalskiego spisu powszechnego z 2001 roku liczył on 711 gospodarstw domowych i 3806 mieszkańców (1929 kobiet i 1877 mężczyzn).